# Babotin Selatan
Babotin Selatan is een bestuurslaag in het regentschap Belu van de provincie Oost-Nusa Tenggara, Indonesië. Babotin Selatan telt 340 inwoners (volkstelling 2010).